# Przygody Kuby Guzika
Przygody Kuby Guzika (niem. Jim Knopf, fr. Jim Bouton, 1999–2000) – niemiecko-francuski serial animowany na podst. powieści dla dzieci Kuba Guzik i maszynista Łukasz oraz Kuba Guzik i Dzika Trzynastka Michaela Ende.

## Opis serialu
Kiedy Lucek – maszynista, najlepszy przyjaciel Kuby Guzika, zmuszony jest do opuszczenia małej wysepki – Krainy Następnego Dnia, na której mieszkają, Kuba upiera się by mu towarzyszyć. Nie spodziewają się, jakie przygody i niebezpieczeństwa czekają na nich w podróży przez nowy, dziwny świat.
Po drodze spotykają Lisi, młodą księżniczkę uprowadzoną przez Dziką Trzynastkę – bezwzględną bandę piratów, która prowadzi ją do Smutkolandii, gdzie mieszka jeden z najstarszych i najstraszniejszych smoków – Pani Miażdżący Ząb. Obawiając się, że jej oczy niedługo zamkną się na zawsze, Pani Miażdżący Ząb poszukuje sekretu wiecznej młodości, niezachwianie wierząc, że może dokonać tego, obserwując uwięzione dzieci. Kuba zakochuje się w Lisi od pierwszego wejrzenia i zdaje sobie sprawę, że jego przeznaczeniem jest ocalić jej życie. Razem więc Kuba i Lucek wyruszają w fantastyczną podróż do Smutkolandii na Emmie – wiernej lokomotywie Lucka. Ich wędrówka pełna jest przygód, niebezpieczeństw i niezwykłych spotkań z monstrualnymi gigantami, głodnymi smokami i złymi duchami. Droga wiedzie ich przez najdziwniejsze miejsca, takie jak Dolina Zmierzchu, Brama Na Końcu Świata i Kraina Tysiąca Wulkanów.

## Odcinki
- Serial liczy 52 odcinki.
- Serial był emitowany telewizjach TVN i Fox Kids / Jetix (wszystkie odcinki) oraz Fox Kids Play / Jetix Play (26 odcinków).
- W Jetix Play serial pojawił się 1 listopada 2003 roku (odcinki 1-20). Od 11 marca 2006 roku Jetix Play rozpoczął emisję kolejnych odcinków (21-26).
- Serial emitowany w Stanach Zjednoczonych przez Cartoon Network od 26 sierpnia 1999 do 30 września 2000.

### Spis odcinków
| N/o | Polski tytuł                         | Niemiecki tytuł                         | Francuski tytuł                 |
| --- | ------------------------------------ | --------------------------------------- | ------------------------------- |
|     |                                      |                                         |                                 |
| 01  | Paczka z niespodzianką               | Ein Ūberraschungspacket                 | Le colis surprise               |
|     |                                      |                                         |                                 |
| 02  | Piękny więzień                       | Prinzessin Li Si                        | La belle captive                |
|     |                                      |                                         |                                 |
| 03  | Mandala                              | Mandala                                 | Mandala                         |
|     |                                      |                                         |                                 |
| 04  | Wyjazd z Mandali                     | Auf nach Kummerland                     | Le départ                       |
|     |                                      |                                         |                                 |
| 05  | Marmurowy biały pałac                | Der weiβe Marmorplast                   | Le palais de marbre blanc       |
|     |                                      |                                         |                                 |
| 06  | Zachodnia brama                      | Das westliche Tor                       | La porte ouest                  |
|     |                                      |                                         |                                 |
| 07  | Las tysiąca cudów                    | Der Tausend-Wunder-Wald                 | La forêt des 1000 merveilles    |
|     |                                      |                                         |                                 |
| 08  | Smutne bagna                         | Die melancholischen Sümpfe              | Les marais de la mélancolie     |
|     |                                      |                                         |                                 |
| 09  | Korona świata                        | Die Krone der Welt                      | La couronne du monde            |
|     |                                      |                                         |                                 |
| 10  | Dolina Zmierzchu                     | Das Tal der Dāmmerung                   | La vallée du crépuscule         |
|     |                                      |                                         |                                 |
| 11  | Kopalnia złota                       | Die Goldmine                            | Ma mine d'or                    |
|     |                                      |                                         |                                 |
| 12  | Skalista pustynia                    | Einsatz fūr Emma                        | Le désert de rocailles          |
|     |                                      |                                         |                                 |
| 13  | Wielkolud Tur Tur                    | Herr Tur Tur                            | Monsieur Tur Tur                |
|     |                                      |                                         |                                 |
| 14  | Brama na końcu świata                | Das Tor zum Ende der Welt               | La porte du bout du monde       |
|     |                                      |                                         |                                 |
| 15  | Kraina Cienia                        | Im Schattenland                         | Le territoire de l'ombre        |
|     |                                      |                                         |                                 |
| 16  | Wrota rozpaczy                       | Der Mund der Verzweiflung               | La bouche du Désespoir          |
|     |                                      |                                         |                                 |
| 17  | Płonąca granica                      | Die Feuerprobe                          | La frontière de flammes         |
|     |                                      |                                         |                                 |
| 18  | Kraina Tysiąca Wulkanów              | Im Land der tausend Vulkane             | Le pays des mille volcans       |
|     |                                      |                                         |                                 |
| 19  | Paszcza demona                       | Der Teufelsdrachen                      | La machoire du diable           |
|     |                                      |                                         |                                 |
| 20  | Wyspa Prochu                         | Im Schlepptau nach Kummerland           | L'île de la poudre              |
|     |                                      |                                         |                                 |
| 21  | Miasto Smoków                        | Die Drachenstadt                        | Dragonville                     |
|     |                                      |                                         |                                 |
| 22  | Ucieczka ze Smutkolandii             | Flucht aus der Drachenstadt             | L'évasion                       |
|     |                                      |                                         |                                 |
| 23  | Podziemna rzeka                      | Der unterirdische Fluss                 | La rivière souterraine          |
|     |                                      |                                         |                                 |
| 24  | Cierpiąca Kraina                     | Der falsche Kaiser                      | Les pays malades                |
|     |                                      |                                         |                                 |
| 25  | Decydujące starcie                   | Der Kampf mit Frau Mahlzahn             | L'ultime combat                 |
|     |                                      |                                         |                                 |
| 26  | Powrót do domu                       | Zurūck nach Lummerland                  | Retour au pays                  |
|     |                                      |                                         |                                 |
| 27  | Tajemniczy okręt                     | Jim Knopf und die Wilde 13              | Le bateau poste s'échoue        |
|     |                                      |                                         |                                 |
| 28  | Magnez światłości                    | Gurumuschs Magnet                       | L'aimant de Gurumush            |
|     |                                      |                                         |                                 |
| 29  | Wspaniały wynalazek                  | Das Perpetumobli                        | Vol 421 en péril                |
|     |                                      |                                         |                                 |
| 30  | Potwór w oazie                       | Herr Tur Tur hat Angst                  | Le monstre de l'oasis           |
|     |                                      |                                         |                                 |
| 31  | Molly zniknęła                       | Molly ist weg!                          | Molly a disparu                 |
|     |                                      |                                         |                                 |
| 32  | Przepowiednia Złotego Smoka Mądrości | Die Prophezeiung des Goldenen Drachen   |                                 |
|     |                                      |                                         |                                 |
| 33  | Labirynt                             | Ein blinder Passagier                   | Le labyrinthe                   |
|     |                                      |                                         |                                 |
| 34  | Wielka morska bitwa                  | Die Wilde 13 schlägt zurück             | La grande bataille navale       |
|     |                                      |                                         |                                 |
| 35  | Niebieskie muszle                    | Unschaurischuum und die blauen Muscheln | Les coquillages bleus           |
|     |                                      |                                         |                                 |
| 36  | Kraina mrozu                         | Pi Pa Po hebt ab                        | La terre de glace               |
|     |                                      |                                         |                                 |
| 37  | Nieznośny Fredek Duddy               | Kuddel Muddel                           | L'insupportable Barbon          |
|     |                                      |                                         |                                 |
| 38  | Tajemniczy dziennik pokładowy        | Jim in der Falle                        | Le livre de bord                |
|     |                                      |                                         |                                 |
| 39  | Królewskie niebo                     | Die fliegende Insel                     | Le royaume du ciel              |
|     |                                      |                                         |                                 |
| 40  | Książę Gautamaputry                  | Der einsame Prinz                       | Le prince de Gautamapoutra      |
|     |                                      |                                         |                                 |
| 41  | Wielka biblioteka                    | Die Būcherburg                          | Les grandes archives            |
|     |                                      |                                         |                                 |
| 42  | Metalowy las                         | Im Blechwald                            | La forêt de métal               |
|     |                                      |                                         |                                 |
| 43  | Mroczne uroczysko                    | Die Wettermaschine                      | Le faiseur de pluie             |
|     |                                      |                                         |                                 |
| 44  | Tysiące szczytów                     | Ūber den tausend Bergspitzen            |                                 |
|     |                                      |                                         |                                 |
| 45  | Grające baloniki                     | Emma macht Musik                        | Les bulles harmoniques          |
|     |                                      |                                         |                                 |
| 46  | Wielki krater                        | Ping Pongs Rettung                      | Le massif des mille aiguilles   |
|     |                                      |                                         |                                 |
| 47  | Znowu w mieście smoków               | Rūckkehr in die Drachenstadt            | Retour à Dragonville            |
|     |                                      |                                         |                                 |
| 48  | Królestwo oceanu                     | König Lormoral                          | Le royaume de l'océan           |
|     |                                      |                                         |                                 |
| 49  | Zwycięstwo Ministra Pa Po            | Pi Pa Pos Rache                         | Le triomphe de Pi Pa Po         |
|     |                                      |                                         |                                 |
| 50  | Kraina, której nie powinno być       | Das Land, das nicht sein darf           | Le pays qui n'a pas lieu d'être |
|     |                                      |                                         |                                 |
| 51  | Kryształ wieczności                  | Das Kristall der Ewigkeit               | Le cristal d'éternité           |
|     |                                      |                                         |                                 |
| 52  | Królestwo Jambalii                   | Der Prinz von Jimballa                  | Jamballa                        |
|     |                                      |                                         |                                 |